# Blädinge gamla stationssamhälle
Blädinge gamla stationssamhälle är en av SCB avgränsad och definierad småort i Alvesta kommun, Kronobergs län. 
Småorten är belägen i Blädinge socken väster om kyrkbyn Blädinge kyrkby och sex kilometer sydväst om Alvesta. Den ligger öster om järnvägen mellan Alvesta och Vislanda där den numera nedlagda järnvägsstationen låg och omfattar Andersboda och stationssamhället Blädinge.
Bebyggelsen klassades av SCB som småort 1990, med beteckningen Alvesta:1 och hade då 54 invånare på 14 hektar. 1995 understeg befolkningen 50 personer och bebyggelsen klassades då inte längre som en småort.
2020 hade antal invånare växt och bebyggelsen blev åter klassad som en småort.